# Hiroyasu Fushimi
El almirante de la Armada Imperial Japonesa príncipe Hiroyasu Fushimi (伏見宮博恭王, Fushimi-no-miya Hiroyasu ō, 16 de octubre de 1875 - 16 de agosto de 1946) era descendiente de la Familia imperial japonesa y fue oficial naval de carrera, sirviendo como Jefe de Estado Mayor de la Armada Imperial Japonesa de 1932 a 1941.

## Primeros años
El príncipe Hiroyasu nació en Tokio con el nombre de príncipe Narukata, hijo mayor del príncipe Fushimi Sadanaru (1858-1922) y de la princesa Arisugawa Toshiko (1858-1930), hija del príncipe Arisugawa Taruhito. Vigesimosegundo cabeza de familia de los Fushimi-no-miya, una de las cuatro shinnoke ramas de la Familia Imperial facultadas para heredar el trono en caso de faltar un heredero directo, el príncipe Fushimi era primo segundo tanto del emperador Hirohito como de la emperatriz Kōjun, y sobrino del príncipe Kan'in Kotohito. 
Heredó el título de Kwacho-no-miya el 23 de abril de 1883, momento en el que cambió su nombre de "Narukata" por "Hiroyasu," pero volvió a la casa de Fushimi-no-miya el 16 de enero de 1904.

## Matrimonio y familia
El 9 de enero de 1896, el príncipe Hiroyasu contrajo matrimonio con Tokugawa Tsuneko (1882-1939), novena hija del príncipe Tokugawa Yoshinobu, el último Shogun de Japón, con la que tuvo seis hijos: 
1. Príncipe Fushimi Hiroyoshi (8 de diciembre de 1897 – 19 de octubre de 1938)
2. Princesa Fushimi Yasuko (n. 14 de noviembre de 1898)
3. Príncipe Fushimi Hirotada (26 de enero de 1902 – 19 de julio de 1924)
4. Marqués Kwacho Hironobu (n. 1905)
5. Princesa Fushimi Tomoko (18 de mayo de 1907 – 30 de junio de 1947)
6. Princesa Fushimi Atsuko (n. 18 de mayo de 1907)
7. Conde Fushimi Hirohide (1912 – 26 de agosto de 1943)

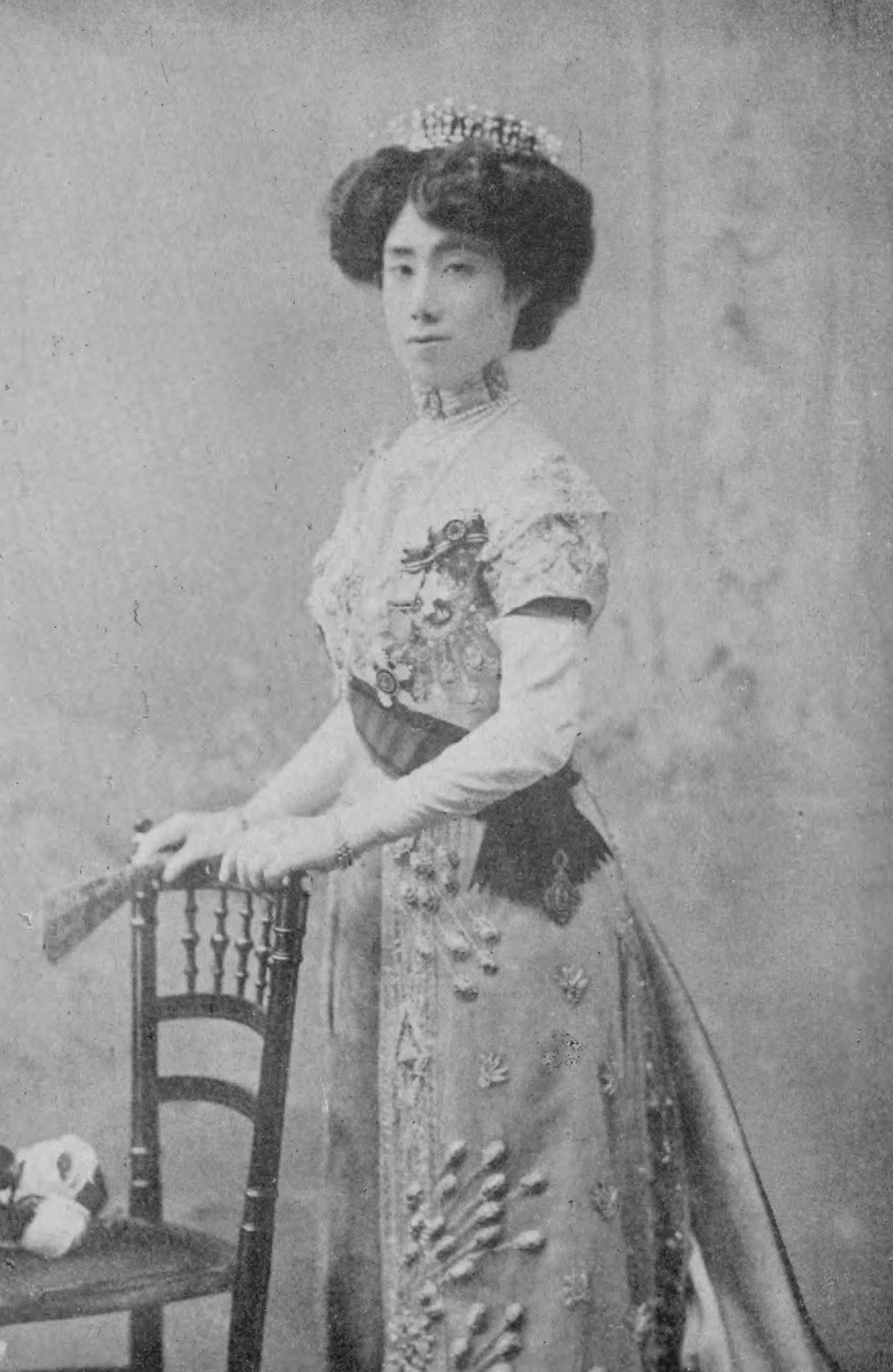
Fushimi Tsuneko
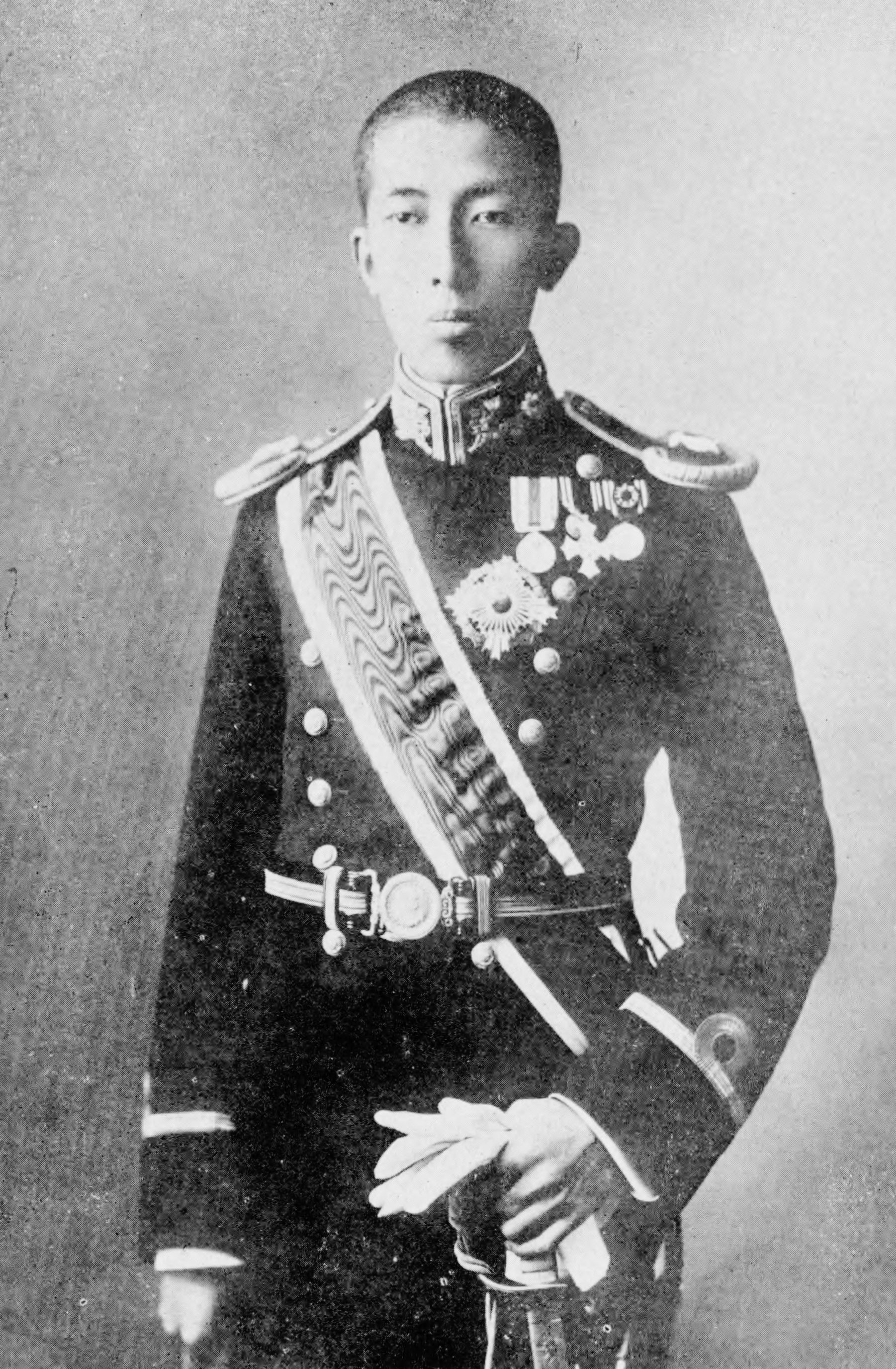
Fushimi Hiroyoshi
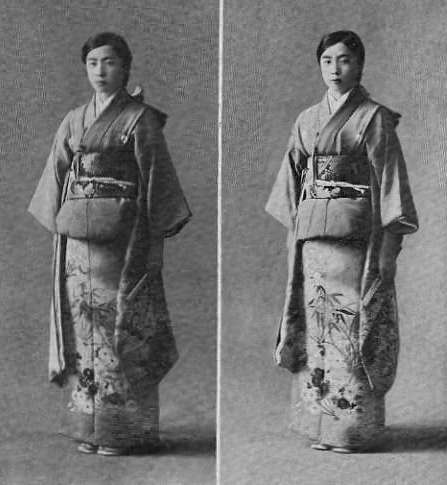
Fushimi Atsuko y Tomoko

## Carrera militar
El príncipe Hiroyasu dejó la Academia Naval Imperial de Japonesa, se trasladó a Alemania en 1889, y se graduó en la Academia Naval de la Kaiserliche Marine en 1895. Hablaba un alemán fluido. El príncipe Fushimi sirvió como teniente comandante en la Guerra Ruso-Japonesa (1904-05). Sufrió heridas a bordo del acorazado japonés Mikasa en la Batalla del Mar Amarillo (agosto de 1904). Más tarde sirvió como oficial ejecutivo en el crucero Niitaka, el acorazado Okinoshima, y los cruceros Naniwa y Nisshin.
Estudió en el Reino Unido de 1909 a 1910 y a su regreso a Japón mandó el crucero Takachiho (1910), y más tarde el Asahi y el crucero de batalla Ibuki. Ascendió a vicealmirante el 1 de diciembre de 1916 y a almirante el 1 de diciembre de 1922. Fue miembro del Consejo Supremo de Guerra de 1920 en adelante. Fue un decidido partidario de la Facción de la Flota dentro de la Armada, presionando en favor de la cancelación del Acuerdo Naval de Washington y la construcción de una armada más poderosa.
El príncipe Hiroyasu sucedió a su padre como el vigésimotercer cabeza de la casa de Fushimi en 1923. El almirante y príncipe Fushimi se convirtió en el jefe del Estado Mayor General de la Armada Imperial Japonesa el 2 de febrero de 1932, reemplazando al almirante Abo Kiyokazu, y se mantuvo en el puesto hasta el 9 de abril de 1941.
El príncipe Fushimi recibió el principalmente honorífico rango de Almirante de la Flota el 27 de mayo de 1932. 
Mientras fue Jefe de Estado Mayor de la Armada Imperial Japonesa, la Fuerza Aérea de la Armada Imperial llevó a cabo bombardeo estratégico contra ciudades chinas, incluyendo Shanghái y Chongqing. Los bombardeos de Nankín y Cantón, que comenzaron el 22 y el 23 de septiembre de 1937, provocaron la generalizada condena internacional de Japón y una resolución contra tal país por parte del Comité Consultivo de la Sociedad de Naciones para el Lejano Oriente. 
Como Jefe de Estado Mayor, apoyó el "avance hacia el sur" (Nanshin-ron), hacia el norte de la Indochina francesa y las Indias Orientales Neerlandesas, pero expresó reservas sobre el Pacto Tripartito durante la Conferencia Imperial del 19 de septiembre de 1940. 
Permaneció como miembro del Consejo Supremo de Guerra durante toda la Guerra del Pacífico, pero se retiró oficialmente del servicio activo en 1945. 
Tras la guerra, el príncipe Fushimi fue presidente de honor de la Asociación Imperial de Salvamento Marítimo, la Asociación Japonesa de Auxilio al Marino, la Sociedad de Investigación contra el Cáncer, el Club Naval, la Sociedad Germano-Japonesa, y el Instituto de Investigación Científica y Química. 
El príncipe Fushimi murió en Tokio poco después del final de la Segunda Guerra Mundial, el 16 de agosto de 1946. Al igual que todos los demás miembros de la Familia Imperial, fue exonerado de persecución criminal ante el Tribunal de Tokio por Douglas MacArthur.